# 体液
体液（たいえき）は、動物がなんらかの形で体内に持っている液体である。生物学的には、動物の体内にあって、組織間や体腔内、あるいは全身に広がった管や循環系の中を満たしているものだけを指す。
一般的には、唾液・汗・精液・尿など、体内外に分泌・排泄される様々な液体は体液とは違うものであり、体液と言うのは誤りである。

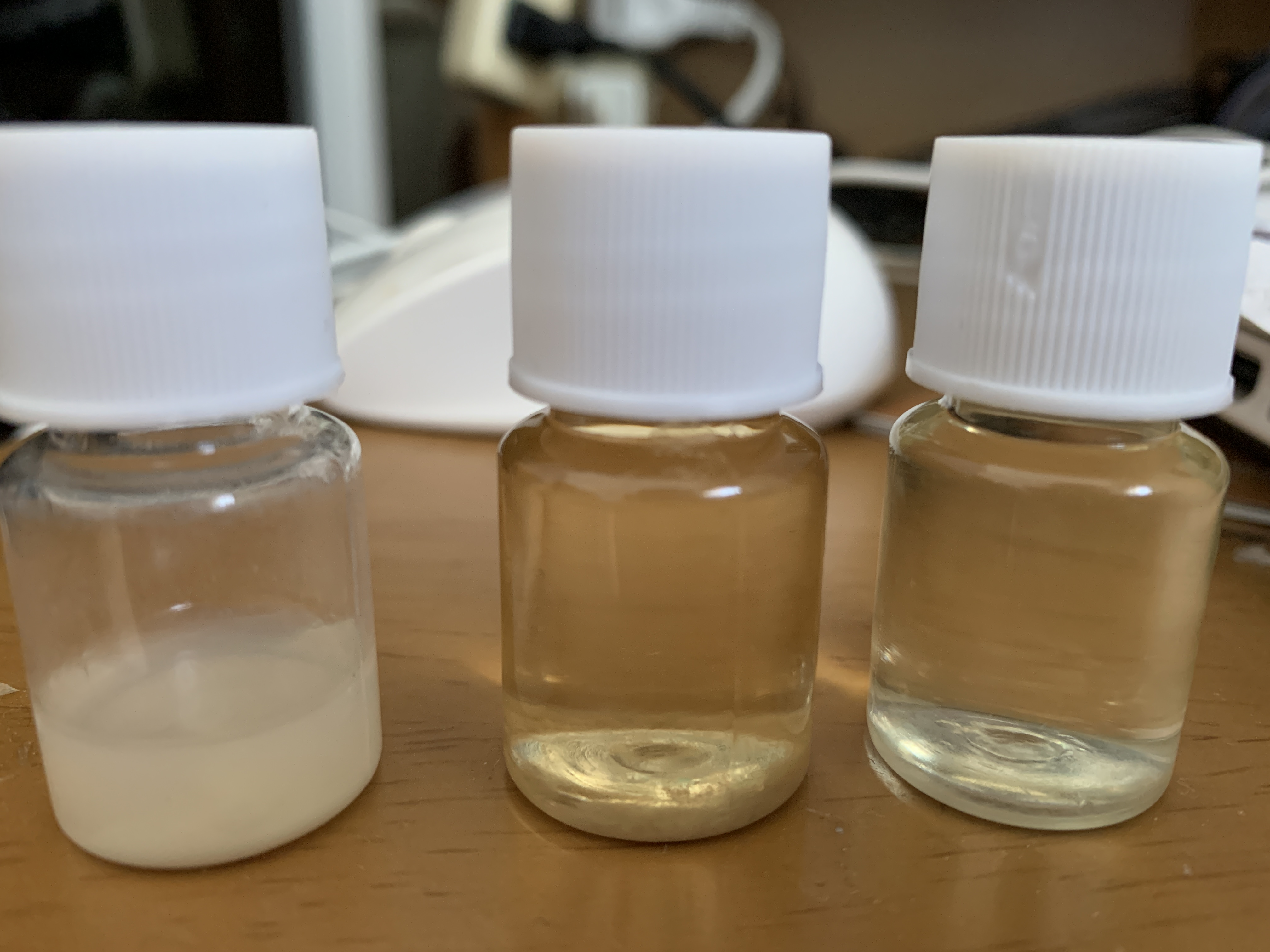
人の体液 左から精液、尿、唾液

## 分類
体液は大きく細胞内液（ICF）と細胞外液（ECF）に分けられるが、細胞内液は体液に含まないことが多い。
細胞外液には、血液やリンパ液、血管の外の細胞間を満たす組織液、および体腔内の体腔液などが含まれる。

### 狭い意味での体液
- 血液
- リンパ液
- 組織液（組織間液、細胞間液、間質液）
- 体腔液
  - 漿膜腔液
    - 胸水
    - 腹水
    - 心嚢液

  - 脳脊髄液（髄液）
  - 関節液（滑液）
  - 眼房水（房水）（→眼圧）

### ときに体液と呼ばれるもの
- 消化液
  - 唾液
  - 胃液
  - 胆汁
  - 膵液
  - 腸液
- 汗
- 涙
- 鼻水
- 尿
- 精液
- 膣液
- 羊水
- 乳汁

## 体液量
| 全水分量42 L | 細胞外液14 L | 血漿（血管内）2.8 L |
| 全水分量42 L | 細胞外液14 L | 間質液11.2 L        |
| 全水分量42 L | 細胞内液28 L |                     |

ヒトの成人男性において、健常時の全体液（細胞内液＋細胞外液）は体重の60%を占める。
内訳は、体重に対して細胞内液が40%、組織液が15%、血液（血漿のみ）・リンパ液が4.5%・体腔液などが0.5%である。
脂肪組織はほとんど水を含まないため、男性に比べて脂肪が多い成人女性では、体重に対する体液の比率が小さくなる（男性の8割ほど）。
体液比は年齢とともに減少していく。新生児で最も高く約78%であるが、これは細胞外液量が多いためである。4歳くらいで成人とほぼ同じ比率になる。一方、老人の体液比は約50%で、これは細胞内液量が減少したことによる。

### 体液量の測定法
生体の水分代謝の異常を知るためには体液量を測定する必要がある。
日常的には、尿量や尿比重、血液組成などから体液量を推測する間接的な方法を用いるが、より正確に知りたい場合には直接的な方法で測定する。
直接法の中で臨床的に使われる方法としては希釈法がある。これは、すみやかに体内に拡散して代謝や排泄が行われにくい標識物質を一定量投与し、平衡状態に達したときの濃度から各体液量を算出する方法である。
全体液量の測定には、標識物質として細胞内外に均一に分布するアンチピリンや重水が使用される。また細胞外液量測定には、細胞内に移行しないイヌリン、マンニトール、チオ硫酸塩、チオシアン酸ナトリウムなどが標識物質となる。細胞内液量は直接測定できないため、全体液量と細胞外液量との差から求める。
血液量の測定には、アルブミンと結合して血中に長時間残留する色素Evans blueや、51Crなどの放射性同位元素を用いる。組織液量も直接測定できないため、細胞外液量と血液量の差から求める。

## 体液の組成
細胞内液は細胞質基質として、生命活動の基本となるさまざまな代謝の場となる。
その組成は細胞の種類によってさまざまであるが、電解質に関しては陽イオンとしてカリウムイオン、陰イオンとしてリン酸イオンとタンパク質が多い。
一方、細胞外液は細胞が生きるための環境である。
陽イオンとしてナトリウムイオン、陰イオンとして塩化物イオンが多く含まれ、ほぼ0.9%の食塩水である（生理的食塩水）。これは、生命が生まれた当時の海の環境を体の中に持ち込んだものとみなせるため、内部環境とも呼ばれる。
これらの電解質バランスは一定に保たれ、細胞の浸透圧が維持されている。
またその濃度勾配は、神経細胞の興奮や筋肉の収縮などの際に活動電位を生じさせるために必要となる。
| 種               | Na  | K    | Ca   | Mg   | Cl  | SO4  | PO4     | イオン強度(μ) |
| ---------------- | --- | ---- | ---- | ---- | --- | ---- | ------- | ------------- |
| ミズクラゲ       | 454 | 10.2 | 9.7  | 51   | 554 | 14.6 |         | 0.68          |
| ウロコムシ       | 456 | 12.3 | 10.1 | 51.7 | 538 | 26.5 |         | 0.68          |
| イガイ           | 502 | 12.5 | 12.5 | 55.6 | 585 | 29.2 |         | 0.75          |
| ミドリガニ       | 468 | 12.1 | 17.5 | 23.6 | 524 |      |         | 0.54          |
| アメリカザリガニ | 146 | 3.9  | 8.1  | 4.3  | 139 |      |         | 0.17          |
| メクラウナギ     | 544 | 7.7  | 5.4  | 10.4 | 540 | 4.4  | 1.5     | 0.77          |
| ヤツメウナギ     | 139 | 6.2  | 2.6  | 1.9  | 113 | 0.9  | 1.3     | 0.16          |
| サメ             | 254 | 8.0  | 5.0  | 2.5  | 255 |      | 2.0     | 0.29          |
| マグロ           | 188 | 9.8  | 3.9  |      | 167 |      | 2.0     | 0.16          |
| マス             | 101 | 6.2  | 2.5  | 1.4  | 140 | 0.4  | 1.2     | 0.15          |
| ニワトリ         | 154 | 6.0  | 2.5  | 2.3  | 122 |      | 0.7-1.5 | 0.16          |
| ヒト             | 145 | 5.1  | 2.5  | 1.2  | 103 | 2.5  | 1.0-2.0 | 0.16          |